# آيت فيد (إيسافن)
آيت فيد هي إحدى مشيخات المملكة المغربية، تتبع جغرافيا لإقليم طاطا وإداريًا لإيسافن. يقدر عدد سكانها بـ 384 نسمة حسب الإحصاء الرسمي للسكان والسكنى لسنة 2004.